# 奧古斯塔鎮區 (伊利諾伊州漢考克縣)
奧古斯塔鎮區（英語：Augusta Township）是位於美國伊利諾伊州漢考克縣的一個行政鎮區。

## 地方資料
根據2010年美國人口普查的數據，奧古斯塔鎮區的面積為98.30平方千米，當中陸地面積為98.10平方千米，而水域面積為0.20平方千米。當地共有人口767人，而人口密度為每平方千米7.8人。